# 陰樹
陰樹（いんじゅ、tolerant tree、shade tree）とは、光に対する要求性が比較的低い（陰生植物の性質をもつ）樹木のこと。対立する語に陽樹がある。
遷移の段階においては、陽樹林から陰樹林へと移行すると考えられている。これは、陰樹が生育するために最低限必要な光合成量が少ないため、比較的暗い場所でも成長が可能であり、そのため、林床の照度が低く、陽樹が生育できないような場所でも生育が可能であり、これが雑木林が徐々に陰樹のみの林に変化していく理由であると考えられている。極相林は陰樹林である。
しかし、陰樹であっても光が少ない方がよいわけではなく、光の当たる部分に葉を伸ばさなければ成長がよくない。最終的には高木層に出て林冠に枝を広げることで生存が維持できる。自分より上により大木があった場合、その下で枝を広げ、上が開くのを待つことになる。森林の層構造では、林冠を作るものを高木層といい、その下にまで伸びるものを亜高木層というが、この層はこのような高木層の空きを待つ樹木が多く含まれる。もし林冠が何らかの理由で空けば、そこに伸び出して成長を続けるが、空きが出来ない場合、十数年で力尽きるという。
陽樹に比べて発芽成長に光が少なくてよいものの、土壌や湿度はより求めるものが多いので、開けた場所に侵入するのは難しい。そのため、陽樹林が成立した後にそこに侵入する運びとなる。極相林にギャップが生じた場合、その明るい林床に陽樹が多数出現するのはよく見るところであるが、陰樹であっても明るいのは嫌いでないから、やはり出現する。特に、シイ・カシ林では林床が明るくなるとシイの芽生えが急に出てくる。そのため、このような森林では伐採が行われるとシイ林に移行しやすい。
クスノキ、カシノキ、ブナ、シイ、ツガなどが代表的な陰樹である。
一方、特に光の少ない環境に強く、樹高が高くならないまま低木層で一生を過ごす種類もある。アオキ、ヤツデ、マンリョウなどが挙げられる。